# Хальфан, Низар
Низар Хассан Хальфан Хальфани (англ. Nizar Hassan Khalfan Khalfani; 21 июня 1988, Мтвара, Мтвара, Танзания) — танзанийский футболист, полузащитник. Выступал за сборную Танзании.

## Карьера

### Клубная карьера
Хальфан футбольную карьеру начал в клубе «Мтибва Шугар», где за два сезона, 2005/06 и 2006/07, сыграл в 57 матчах, в которых забил 16 голов.
Сезон 2007/08 провёл на Ближнем Востоке: сперва играл за клуб Кувейтской Премьер-лиги «Аль-Тадамон», затем — за клуб Ливанской Премьер-лиги «Тадамон Сур».
В 2008 году вернулся в Премьер-лигу Танзании, выступать за «Моро Юнайтед».
Скауты клуба лиги USL First Division «Ванкувер Уайткэпс» приметили Хальфана в товарищеском матче с национальной сборной Танзании, состоявшемся 14 марта 2009 года. В канадский клуб танзанийский полузащитник перешёл 13 августа 2009 года, сумма трансфера оглашена не была. В оставшейся части сезона 2009 он сыграл в 14 играх, в том числе в пяти играх плей-офф, после чего подписал новый однолетний контракт на сезон 2010. Свой первый гол за «Уайткэпс» забил 12 июня 2010 года в матче против «Остин Ацтекс». После преобразования «Ванкувер Уайткэпс» во франшизу MLS, 9 февраля 2011 года подписал с клубом новый годичный контракт. 18 марта 2011 года в дебютном матче «Уайткэпс» в высшей лиге, в котором был обыгран «Торонто» со счётом 4:2, вышел на замену на второй тайм вместо Давиде Кьюмиенто. 6 октября 2011 года в матче против «Реал Солт-Лейк» забил свой первый гол в MLS. 23 ноября 2011 года «Ванкувер Уайткэпс» отчислил Хальфана и на драфте отказов MLS он был выбран «Филадельфией Юнион». Однако, три месяца спустя, 22 февраля 2012 года, и «Юнион» отчислил его.
Вернувшись в Танзанию, с 2012 по 2015 годы выступал за клуб «Янг Африканс», с которым дважды, в сезонах 2012/13 и 2014/15, становился чемпионом страны. Сезон 2015/16 провёл в составе клуба «Мвади Юнайтед». С 2016 года выступает за клуб «Сингида Юнайтед».

### Международная карьера
За сборную Танзании Хальфан дебютировал 1 апреля 2006 года в неофициальном товарищеском матче со сборной Занзибара. Его официальный дебют состоялся 2 сентября 2006 года в матче против сборной Буркина-Фасо в рамках отборочного турнира Кубка африканских наций 2008, в котором он также забил свой первый гол за танзанийскую сборную. Принимал участие в квалификационных матчах чемпионатов мира 2006 и 2010.
Голы за сборную
| № | Дата            | Место                                        | Соперник     | Голы | Результат | Турнир                                    |
| - | --------------- | -------------------------------------------- | ------------ | ---- | --------- | ----------------------------------------- |
| 1 | 2 сентября 2006 | Национальный стадион, Дар-эс-Салам, Танзания | Буркина-Фасо | 2:1  | 2:1       | Квалификация Кубка африканских наций 2008 |
| 2 | 9 декабря 2006  | Национальный стадион, Дар-эс-Салам, Танзания | ДР Конго     | 1:0  | 2:0       | Товарищеский матч                         |
| 3 | 2 июня 2007     | Си-си-эм Кирумба, Мванза, Танзания           | Сенегал      | 1:0  | 1:1       | Квалификация Кубка африканских наций 2008 |
| 4 | 8 декабря 2007  | Национальный стадион, Дар-эс-Салам, Танзания | Кения        | 1:0  | 2:1       | Кубок КЕСАФА 2007                         |
| 5 | 6 сентября 2008 | Стад Жорж V, Кьюрпайп, Маврикий              | Маврикий     | 1:2  | 1:4       | Квалификация Чемпионата мира 2010         |

## Достижения
Клубные
 «Янг Африканс»
- Чемпион Танзании: 2012/13, 2014/15